# Церква Покрови Пресвятої Богородиці (Футори)
Церква Покрови Пресвятої Богородиці в Футорах — парафія і храм греко-католицької громади Озернянського деканату Тернопільсько-Зборівської архієпархії Української греко-католицької церкви в селі Футори Тернопільського району Тернопільської области.

## Історія церкви
Парафія заснована у 1991 році в лоні УГКЦ. Храм збудували у 2003 році, а в 2011 році його освятив владика Василій Семенюк.
При церкві діють такі спільноти:
- Братство Матері Божої Неустанної Помочі
- Марійська та Вівтарна дружини
- Спільнота «Матері в молитві»

У селі є фігури та хрести парафіяльного значення, біля яких проводяться богослужіння.
У 2011 році, під час освячення храму, візитацію парафії здійснив владика Василій Семенюк.

## Парохи
- о. Степан Шкамад (1990—1995),
- о. Микола Джиджора (1999—2003),
- о. Ігор Демчук (2003—2011),
- о. Назарій Вербовський (з 2011).